# Новоюрьево (Омская область)
Новоюрьево — деревня в Горьковском районе Омской области России. Входит в состав Краснополянского сельского поселения.

## История
Деревня была основана в 1928 году как выселок села Юрьево. В 1930 году в деревне была образована сельскохозяйственная артель «Маяк», вошедшая в том же году в состав совхоза «Скотовод». В период между 1931 и 1932 годами в Новоюрьеве функционировало отделение совхоза «Иконниковский», а с 1932 года — отделение совхоза «Краснополянский». В 1932 году в Новоюрьеве была открыта начальная школа.

## География
Деревня находится на востоке центральной части Омской области, в северной лесостепи, на расстоянии примерно 14 километров (по прямой) к юго-юго-западу (SSW) от посёлка городского типа Большеречье, административного центра района. Абсолютная высота — 107 метров над уровнем моря.

### Часовой пояс
Деревня Новоюрьево, как и вся Омская область, находится в часовой зоне МСК+3. Смещение применяемого времени относительно UTC составляет +6:00.

## Население
| 2002 | 2010 | 2021 |
| ---- | ---- | ---- |
| 211  | ↘122 | ↗125 |

Гендерный состав
По данным Всероссийской переписи населения 2010 года в гендерной структуре населения мужчины составляли 45,1 %, женщины — соответственно 54,9 %.
Национальный состав
Согласно результатам переписи 2002 года, в национальной структуре населения русские составляли 93 %.

## Инфраструктура
В деревне функционирует фельдшерско-акушерский пункт (структурное подразделение Горьковской ЦРБ).

## Улицы
Уличная сеть деревни состоит из двух улиц и одного переулка.